# Comuna Osivka, Iemilciîne
Osivka (în ucraineană Осівська сільська рада) este o comună în raionul Iemilciîne, regiunea Jîtomîr, Ucraina, formată din satele Cimil, Lonivka și Osivka (reședința).

## Demografie
Componența lingvistică a comunei Osivka
     Ucraineană (99,21%)
     Alte limbi (0,67%)
Conform recensământului din 2001, majoritatea populației comunei Osivka era vorbitoare de ucraineană (99,21%), existând în minoritate și vorbitori de alte limbi.